# Arthur Andersen
Arthur Andersen LLP era uma holding americana com sede em Chicago . Anteriormente uma das "Cinco Grandes" irmãs de contabilidade (junto com PricewaterhouseCoopers, Deloitte Touche Tohmatsu, Ernst & Young e KPMG), a empresa fornecia serviços de auditoria, impostos e consultoria para grandes corporações . Em 2001, tornou-se uma das maiores empresas multinacionais do mundo.
Em 2002, a empresa entregou voluntariamente suas licenças para exercer a função de Contadores Públicos Certificados nos Estados Unidos após ter sido considerada culpada de crimes na auditoria da empresa da Enron, uma empresa de energia sediada no Texas, que havia entrado com pedido de falência em 2001. Em 2005, a Suprema Corte dos Estados Unidos reverteu por unanimidade a condenação da Arthur Andersen devido a erros graves nas instruções do juiz de primeira instância ao júri que condenou a empresa. Apesar disso, o dano à reputação da Andersen foi tão grande que ela nunca mais voltou a ser um negócio viável, mesmo em uma escala limitada.
A antiga prática de consultoria e terceirização da empresa se separou da prática de contabilidade da empresa e se separou da Andersen Worldwide em 2000, quando ela mudou para Accenture, uma vez que continua a operar.

## História

### Fundador

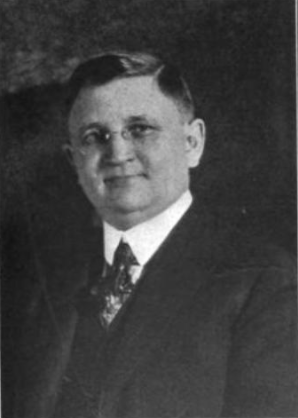
Arthur E. Andersen

Nascido em 30 de maio de 1885 em Plano, Illinois, e órfão aos 16 anos, Arthur E. Andersen começou a trabalhar como mensageiro durante o dia e frequentou a escola à noite, sendo eventualmente contratado como assistente do controlador da Allis-Chalmers em Chicago. Em 1908, depois de frequentar cursos noturnos enquanto trabalhava em tempo integral, ele se formou na Kellogg School na Northwestern University com um diploma de bacharel em administração de empresas. Naquele mesmo ano, aos 23 anos, ele se tornou o mais jovem Contador Público Certificado (CPA) em Illinois.
A empresa Arthur Andersen foi fundada em 1913 por Arthur Andersen e Clarence DeLany como Andersen, DeLany & Co. A empresa mudou seu nome para Arthur Andersen & Co. em 1918. O primeiro cliente da Arthur Andersen foi a Joseph Schlitz Brewing Company de Milwaukee. Em 1915, devido aos seus muitos contatos lá, o escritório de Milwaukee foi inaugurado como o segundo escritório da empresa.
Andersen tinha uma fé inabalável na educação como base sobre a qual a nova profissão de contabilidade deveria ser desenvolvida. Ele criou o primeiro programa de treinamento centralizado da profissão e acreditava no treinamento durante o horário normal de trabalho. Ele foi generoso em seu compromisso de ajudar organizações educacionais, cívicas e de caridade. Em 1927, ele foi eleito para o conselho de curadores da Northwestern University e serviu como seu presidente de 1930 a 1932. Ele também foi presidente do conselho de examinadores da CPA de Illinois.

### Reputação

Receita por ano em milhões de dólares americanos.
Fonte: comunicados de imprensa corporativa

Andersen, que chefiou a empresa até sua morte em 1947, era um defensor zeloso dos altos padrões no setor de contabilidade. Defensor da honestidade, ele argumentou que a responsabilidade dos contadores era com os investidores, não com a gestão de seus clientes. Daí surgiu o visual uniforme de todos os chamados "Arthur Androids", como os próprios funcionários se referiam, com o intuito de prestar o mesmo serviço da mesma forma a todos os clientes em todas as localidades. Por muitos anos, o lema de Andersen foi "Pense com clareza, fale com clareza" - um axioma transmitido por sua mãe. Durante os primeiros anos, dizem que a Andersen foi abordada por um executivo de uma empresa ferroviária local para assinar contas que continham falhas de contabilidade, ou então enfrentaria a perda de um cliente importante. Andersen recusou em termos inequívocos, respondendo que "não havia dinheiro suficiente na cidade de Chicago" para obrigá-lo a fazê-lo. A ferrovia demitiu Andersen, apenas para ir à falência alguns meses depois.
A Arthur Andersen também liderou o caminho em várias áreas de padrões contábeis. Estando entre os primeiros a identificar um possível busto de subprime, a Arthur Andersen se dissociou de uma série de clientes na década de 1970. Posteriormente, com o surgimento das opções de ações como forma de compensação, a Arthur Andersen foi a primeira das principais firmas de contabilidade a propor ao FASB que as opções de ações para funcionários fossem incluídas nos relatórios de despesas, impactando assim o lucro líquido da mesma forma que a remuneração em dinheiro. .
Na década de 1980, os padrões em todo o setor caíram, à medida que as empresas de contabilidade lutavam para equilibrar seu compromisso de independência de auditoria com o desejo de expandir suas práticas de consultoria em expansão. Tendo estabelecido uma reputação de consultoria de TI na década de 1980, a Arthur Andersen não foi exceção. A empresa expandiu rapidamente sua prática de consultoria a ponto de a maior parte de suas receitas derivar de tais contratos, enquanto os parceiros de auditoria eram continuamente incentivados a buscar oportunidades de honorários de consultoria de clientes de auditoria existentes. No final da década de 1990, a Arthur Andersen conseguiu triplicar as receitas por ação de seus parceiros.
Previsivelmente, a Arthur Andersen lutou para equilibrar a necessidade de manter sua fidelidade aos padrões contábeis com o desejo de seus clientes de maximizar os lucros, especialmente na era dos relatórios de lucros trimestrais. Arthur Andersen foi acusado de estar envolvido na contabilidade e auditoria fraudulentas de Sunbeam Products, Waste Management, Inc, Asia Pulp &amp; Paper, a Baptist Foundation of Arizona, WorldCom, bem como o infame caso Enron, entre outros .
Dois dos últimos três controladores gerais do US General Accounting Office (agora Government Accountability Office) eram executivos de alto escalão da Arthur Andersen.

### Andersen Consulting e Accenture
A ala de consultoria da empresa tornou-se cada vez mais importante durante as décadas de 1970 e 1980, crescendo a uma taxa muito mais rápida do que a prática mais estabelecida de contabilidade, auditoria e impostos. Esse crescimento desproporcional e a crença dos sócios da divisão de consultoria de que não estavam obtendo sua parcela justa dos lucros da empresa criaram um atrito crescente entre as duas divisões.
Em 1989, Arthur Andersen e Andersen Consulting tornaram-se unidades separadas da Andersen Worldwide Société Coopérative . A Arthur Andersen aumentou seu uso de serviços de contabilidade como um trampolim para atrair clientes para os negócios mais lucrativos da Andersen Consulting.
As duas empresas passaram a maior parte da década de 1990 em uma disputa acirrada. A Andersen Consulting viu um grande aumento nos lucros durante a década. Os consultores, no entanto, continuaram a reenviar os pagamentos de transferência que eram obrigados a fazer à Arthur Andersen. Em agosto de 2000, na conclusão da arbitragem da Câmara de Comércio Internacional da disputa, os árbitros concederam à Andersen Consulting sua independência da Arthur Andersen, mas concederam US $ 1,2 bilhão em pagamentos anteriores (mantidos em custódia até a decisão) à Arthur Andersen, e declarou que a Andersen Consulting não poderia mais usar o nome Andersen. Como resultado, a Andersen Consulting mudou seu nome para Accenture no dia de ano novo de 2001 e a Arthur Andersen, entretanto, agora tem o direito ao nome da Andersen Consulting renomeada como "Andersen".
Quatro horas após a decisão do árbitro, o CEO da Arthur Andersen, Jim Wadia, renunciou repentinamente. Analistas da indústria e professores de escolas de negócios consideraram o evento uma vitória completa para a Andersen Consulting. Jim Wadia forneceria informações sobre sua renúncia anos depois, em uma atividade de caso da escola de negócios de Harvard sobre a separação. Descobriu-se que o conselho da Arthur Andersen aprovou uma resolução dizendo que ele teria que renunciar se não obtivesse pelo menos US $ 4 bilhões adicionais (seja por meio de negociação ou por decisão do árbitro) para a divisão da prática de consultoria, daí sua rápida renúncia uma vez que a decisão foi anunciada.
Os relatos variam sobre o motivo da divisão - executivos de ambos os lados da divisão citam ganância e arrogância do outro lado. Os executivos do lado da Andersen Consulting mantiveram a quebra de contrato quando a Arthur Andersen criou um segundo grupo de consultoria, AABC (Arthur Andersen Business Consulting), que competia diretamente com a Andersen Consulting no mercado. A AABC cresceu rapidamente, principalmente em suas práticas de saúde e tecnologia. Muitas das firmas AABC foram compradas por outras empresas de consultoria em 2002, principalmente, Deloitte (especialmente na Europa), Hitachi Consulting, PwC Consulting, que mais tarde foi adquirida pela IBM, e KPMG Consulting, que mais tarde mudou seu nome para BearingPoint .

### Escândalo Enron
Após o escândalo de 2001 no qual a gigante do setor de energia Enron relatou receita de US $ 100 bilhões por meio de fraude contábil institucional e sistemática, o desempenho da Andersen e sua suposta cumplicidade como auditor foram submetidos a intenso escrutínio. O Comitê de Poderes (nomeado pelo conselho da Enron para examinar a contabilidade da empresa em outubro de 2001) chegou à seguinte avaliação: "As evidências disponíveis para nós sugerem que a Andersen não cumpriu com suas responsabilidades profissionais em relação às auditorias das demonstrações financeiras da Enron, ou sua obrigação de levar à atenção do Conselho da Enron (ou do Comitê de Auditoria e Conformidade) preocupações sobre os contratos internos da Enron sobre as transações com partes relacionadas ".
Em 15 de junho de 2002, a Andersen foi condenada por obstrução à justiça por retalhar documentos relacionados à auditoria da Enron, resultando no escândalo da Enron. Embora a Suprema Corte tenha revertido a condenação da empresa, o impacto do escândalo combinado com as conclusões de cumplicidade criminosa acabou destruindo a empresa. Nancy Temple (no departamento jurídico da empresa) e David Duncan (sócio-chefe da conta da Enron) foram citados como os gerentes responsáveis neste escândalo porque ordenaram aos subordinados que destruíssem documentos relevantes.
Como a Comissão de Valores Mobiliários dos Estados Unidos não aceitará auditorias de criminosos condenados, a empresa concordou em abrir mão de suas licenças CPA e de seu direito de praticar perante a SEC em 31 de agosto de 2002 - efetivamente colocando a empresa fora do mercado. Ela já havia começado a encerrar suas operações americanas após a acusação, e muitos de seus contadores se juntaram a outras empresas. A empresa vendeu a maior parte de suas operações americanas para KPMG, Deloitte & Touche, Ernst & Young e Grant Thornton LLP . Os danos à reputação da Andersen também destruíram as práticas internacionais da empresa. A maioria deles foi adquirida por firmas locais de outras grandes firmas de contabilidade internacionais.
A acusação também destacou as falhas de auditoria da empresa em outras empresas, mais notavelmente Waste Management, Inc., Sunbeam Products, Baptist Foundation of Arizona e WorldCom. A subsequente falência da WorldCom, que rapidamente ultrapassou a Enron como a maior falência da história (e desde então foi aprovada pelas falências do Lehman Brothers e da WaMu na crise financeira de 2007-2008) levou a um efeito dominó de escândalos contábeis e corporativos.
Em 31 de maio de 2005, no processo Arthur Andersen LLP v. Estados Unidos, a Suprema Corte dos Estados Unidos reverteu por unanimidade a condenação de Andersen por causa de erros graves nas instruções do júri do juiz. A Suprema Corte considerou que as instruções eram muito vagas para permitir que um júri concluísse a ocorrência de obstrução à justiça. O tribunal concluiu que as instruções foram redigidas de tal forma que a Andersen poderia ter sido condenada sem qualquer prova de que a empresa sabia que havia infringido a lei ou que havia um vínculo com qualquer procedimento oficial que proibisse a destruição de documentos. A opinião, escrita pelo chefe de justiça William Rehnquist, também expressou ceticismo em relação ao conceito do governo de "persuasão corrupta" - persuadir alguém a se envolver em um ato com um propósito impróprio sem saber que o ato é ilegal.

### Falência
A decisão de 2005, teoricamente, deixou a Andersen livre para retomar as operações. No entanto, a CNN informou que, até então, a Andersen estava "quase extinta", com cerca de 200 funcionários remanescentes de uma alta de 28.000 em 2002. Após a decisão, William Mateja, um ex-advogado do Procurador-Geral que supervisionou o recurso da Andersen, disse ao NPR que não acreditava que o governo buscaria um novo julgamento porque "obviamente não sobrou nada da Arthur Andersen para gastar os contribuintes" dinheiro em outro processo seria justo - desafiar o bom senso. " Ecoando isso, o vice-presidente da Câmara de Comércio dos Estados Unidos, Stephen Bokat, declarou Andersen "morto" e disse que "não há como recompor a empresa". Em sua autópsia do escândalo da Enron, Conspiracy of Fools, o jornalista Kurt Eichenwald argumentou que, mesmo que a Andersen tivesse escapado ilesa do escândalo da Enron, provavelmente teria sido derrubada pela fraude contábil maciça na WorldCom. A fraude da WorldCom veio à tona poucos dias depois que Andersen foi condenado por irregularidades na Enron.
Na verdade, a Andersen nunca voltou como um negócio viável, mesmo em uma escala limitada. A propriedade da parceria foi cedida a quatro sociedades de responsabilidade limitada denominadas Omega Management I a IV.
A Arthur Andersen LLP operou o centro de conferências Q Center em St. Charles, Illinois, até que a gestão do dia-a-dia foi transferida para a Dolce Hotels and Resorts em 2014, mas a Andersen mantém a propriedade. Em 2018, esse relacionamento terminou e a gestão do dia-a-dia voltou ao Q Center. O Q Center é usado atualmente para treinamento, principalmente para funcionários internos da Accenture e outras empresas de grande porte.
Em 2014, Wealth Tax and Advisory Services (WTAS), uma empresa tributária e de consultoria fundada por vários ex-sócios da Andersen, mudou seu nome para Andersen Tax após adquirir os direitos do nome Andersen. Ela rebatizou seu braço internacional de um ano, WTAS Global, como Andersen Global. Em 2018, a Andersen Global assumiu o antigo URL da firma de contabilidade Andersen.

### Migração de sócios e escritórios locais para novas empresas
Muitos sócios formaram novas empresas ou foram adquiridos por outras consultorias. Exemplos incluem:
- 60% do total de práticas da Andersen globalmente fundidas na Ernst & Young, com algumas indo para a Deloitte (principalmente Reino Unido, Espanha e Portugal)
- Accuracy que foi fundada em 2004 por uma equipe de sete ex-sócios e está sediada em Paris
- Andersen Tax LLC, que adquiriu os direitos e mudou seu nome de WTAS em 2014[20]
- BearingPoint, anteriormente a unidade de consultoria dos EUA desmembrada pela KPMG, que comprou as práticas de consultoria de negócios da Andersen na França e na Espanha
- Grupo de Consultoria Huron
- West Monroe Partners, que foi fundada em 2002 por quatro ex-consultores, com sede em Chicago
- KPMG que absorveu a divisão de computação forense baseada em Cypress, CA e os escritórios de Boise, Kansas City, Filadélfia, Portland, Salt Lake City e Seattle, entre outros
- Navigant Consulting que absorveu onze parceiros em Chicago e Washington DC
- Perot Systems que absorveu seis parceiros
- A Protiviti contratou cerca de 800 ex-trabalhadores
- SMART Business Advisory and Consulting que absorveu parte do escritório da Filadélfia
- jcba Limited que foi fundada por um parceiro da prática de aviação[21][22]
- Grant Thornton International, que absorveu os escritórios da Carolina do Norte, Carolina do Sul, Albuquerque e Tulsa
- True Partners Consulting[23]